# Herophile

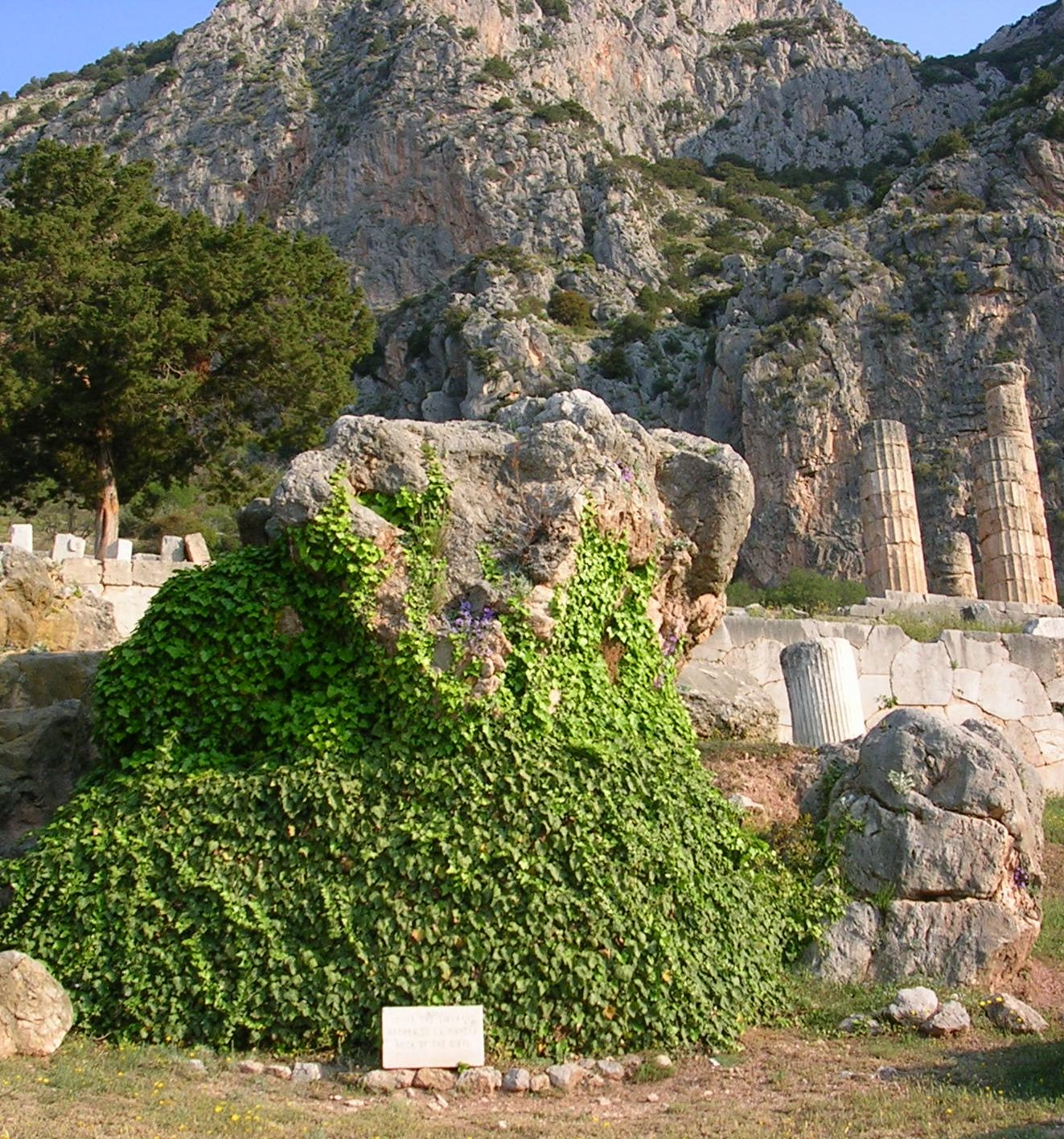
Der Fels der Sibylle in Delphi, Griechenland, nach dem antiken Schriftsteller Pausanias Ort der Wahrsagung der Sibylle Herophile

Herophile (altgriechisch Ἑροφίλη Hērophílē) ist eine Gestalt aus der griechischen Mythologie.
Sie gilt als die erste Sibylle, eine Prophetin, die unaufgefordert weissagt. Sie war die Tochter des Gottes Zeus und der Lamia oder der Idaia. Sie saß auf einem Felsen und sang ihre Prophezeiungen. 
Herophile und Sibylle werden manchmal gleichgesetzt.